# Wolfgang Grobauer
Wolfgang Grobauer (* 1960 in Zürich) ist ein Schweizer Koch.

## Werdegang
Grobauer entstammt einer Gastronomen-Familie. Er wuchs in München auf. Nach der Ausbildung im Grand Hotel Continental (München) wechselte er zum Le Canard bei Josef Viehhauser in Hamburg (ein Michelinstern). Es folgte das Le Gourmet bei Otto Koch in München (ein Michelinstern), das Le Chantecler in Nizza bei Jacques Maximin im Luxushotel Negresco.
Er ist Gründungsmitglied der Jeunes Restaurateurs.
Er wurde Küchenchef im Landhaus Dill in Hamburg, das mit einem Michelinstern ausgezeichnet wurde, ebenso wie 1991 Cöllns Austerstuben in Hamburg und U Santa Maria auf Korsika. Danach kochte er im Le Dôme in Paris und ab 2007 in der Villa Mandarine in Rabat.
1995 übernahm Grobauer das Cölln's Austernstuben in Hamburg, dessen Küchenchef er seit 1990 war. 2000 musste Insolvenz beantragt werden; 2001 wurde das Restaurant geschlossen. Grobauer arbeitete daraufhin im Au Quai in Hamburg, welches er wenige Wochen nach Eröffnung wieder verließ.
Seit 2011 ist er Küchenchef im Grand Hotel Residencia in Gran Canaria. Das Hotel und die damit verbundene Küche ist 2019 zum sechsten Mal zum weltbesten TUI Hotel gekürt worden.

## Veröffentlichungen
- Fisch & Meeresfrüchte : mit Lust und Liebe zubereiten und genießen. Falken Verlag 1991, ISBN 3-8068-4511-5.

## Privates
Grobauer ist mit einer Französin verheiratet.

## Auszeichnungen
- 1989: ein Michelinstern für das Landhaus Dill in Hamburg
- 1991: ein Michelinstern für Cöllns Austernstuben in Hamburg
- 2000: 17 Punkte im Gault Millau für Cöllns Austernstuben in Hamburg[9]
- 2000: ein Michelinstern für U Santa Maria auf Korsika